# Краевский, Володар Викторович
Володар Викторович Краевский (23 июня 1926 — 8 апреля 2010) — российский учёный в области педагогики, заслуженный деятель науки РФ, доктор педагогических наук, профессор, действительный член Российской Академии образования.

## Биография
Родился 23 июня 1926 года в Самаре.
В 1950 Краевский окончил Куйбышевский педагогический институт, далее — Академию педагогических наук РСФСР.
- 1948—1954 — учитель, инспектор-методист.
- 1950 — окончил Куйбышевский пединститут.
- 1958—1966 — редактор издательства «Просвещение».
- 1966—1984 — научный сотрудник, зав. лабораторией общих проблем дидактики НИИ общей педагогики АПН СССР
- 1984—1993 — заведующий кафедрой педагогики Института переподготовки и повышения квалификации научно-педагогических и руководящих кадров АПН СССР (Российская академия образования)
- 1993—2004 гг. — академик-секретарь Отделения философии и теоретической педагогики Российской академии образования.

Умер 8 апреля 2010. Похоронен в Москве на Николо-Архангельском кладбище.

## Научная деятельность
Профессиональные интересы сосредоточены в области педагогики, методологии педагогики, дидактики. Автор около 300 работ, опубликованных в том числе и за рубежом.
Разработал концепцию методологии педагогики как системы знаний об основаниях и структуре педагогической теории, о принципах подхода и способах добывания знаний, отражающих педагогическую действительность, а также системы деятельности по получению таких знаний и обоснованию программ, логики и методов, оценке качества специально-научных исследований.
Вместе с учёными М. Н. Скаткиным, И. Я. Лернером обосновал 4 типа элементов содержания образования:
1. Система знаний о природе, обществе, мышлении, технике, способах деятельности.
2. Опыт осуществления уже известных обществу способов деятельности.
3. Опыт творческой деятельности, призванный обеспечить готовность к поиску решения новых проблем, к творческому преобразованию действительности.
4. Опыт и нормы эмоционально-волевого отношения к миру, друг к другу, являющиеся вместе со знаниями и умениями условиями формирования убеждений и идеалов, системы ценностей, духовной сферы личности.

### Публицистика
- Краевский В. В. РАО закончит своё существование?
- Краевский В. В. Демократура до победного конца
- Раздел статей на личной сетевой странице В. В. Краевского